# Colubraria
Colubraria là một chi ốc biển, là động vật thân mềm chân bụng sống ở biển trong họ Colubrariidae.

## Các loài
Các loài thuộc chi Colubraria bao gồm:
- Colubraria albometulaformis Dekkers, 2007
- Colubraria antillana Sarasúa, 1978[3]
- Colubraria antiquata [4]: đồng nghĩa của Tritonoharpa antiquata (Hinds in Reeve, 1844)
- Colubraria brazieri (Angas, 1869): đồng nghĩa của Cumia brazieri
- Colubraria brinkae Parth, 1992
- Colubraria buitendijki Bayer, 1933
- Colubraria canariensis Nordsieck & Talavera, 1979[5]
- Colubraria castanea Kuroda & Habe, 1952
- Colubraria ceylonensis Sowerby, 1833
- Colubraria clathrata (Sowerby, 1833)[6]
- Colubraria cumingii (Dohrn, 1861)
- Colubraria digitalis Reeve, 1844[7]
- Colubraria eugenei Bozzetti & Lussi, 1991
- Colubraria janlochi Parth, 1991
- Colubraria kathiewayana Fittkau & Parth, 1993
- Colubraria latericium Bozzetti, 2008[8]
- Colubraria maculosa Gmelin, 1790[9]
- Colubraria mulveyana (Iredale, 1925)
- Colubraria muricata (Lightfoot, 1786)
- Colubraria myuna Garrard, 1961
- Colubraria nitidula (Sowerby, 1833)[10]
- Colubraria obscura (Reeve, 1844)[11]
- Colubraria pulchrafuscata Dekkers, 2007[12]
- Colubraria reticosa A. Adams, 1870
- Colubraria reticulata (de Blainville, 1829)[13]: đồng nghĩa của Cumia reticulata (Blainville, 1829)
- Colubraria rolli Parth, 1992
- Colubraria soverbii (Reeve, 1844)
- Colubraria springsteeni Parth, 1991
- Colubraria suduirauti Parth, 1999[14]
- Colubraria sunderlandi Petuch, 1995
- Colubraria tchangsii Ma X. & Zhang S., 2000[15]
- Colubraria tenera Gray, 1839
- Colubraria testacea Morch[16]
- Colubraria tortuosa (Reeve, 1844)
- Colubraria tumida Ma X. & Zhang S., 2000[17]